# Canosa di Puglia
Canosa di Puglia (röviden Canosa, latin nyelven: Canusium) város (közigazgatásilag comune) Olaszország Puglia régiójában, Barletta-Andria-Trani megyében. Puglia legjelentősebb régészeti központja, és egyben egyike Olaszország legrégebbi idők óta folyamatosan lakott városainak.

## Fekvése
Az Ofanto-folyó partján fekszik, Andria városától nyugatra.

## Történelme
A legendák szerint a várost Diomédész, Homérosz hőse alapította Canusium néven.  Történelmileg a daunusok központja volt. Az első emberi tevékenységre utaló nyomok i. e. 7 évezredből származnak.
A város i. e. 318-ban a rómaiak szövetségese lett, segítve őket az i. e. 216-ban lezajlott cannaei ütközetben. I. e. 88-ban római municípiummá vált és egyben a birodalom egyik legjelentősebb gyapjúfeldolgozó központjvá. I. sz. 109-ben elérte a Via Traiana, majd 141-ben megépült a város első vízvezetéke. A 3. században az Apuliae et Calabriae római provincia fővárosa volt. A 4. században az egyik legjelentősebb dél-olaszországi keresztény püspökség lett. A longobárdok érkezésével a város irányítása helytartók (gastaldus) kezébe került. A 8-9. század során többször is áldozatául esett az Apúliát fosztogató szaracénoknak és jelentőségét csak később, a normannok idejében (11-12. század) sikerült visszaszereznie, I. Bohemund hercegnek köszönhetően. Az őket követő Stauffenek távozása után a város hosszas hanyatlásnak indult. A város urai az Orsini, Minutolo és a monacói Grimaldi nemesi családok voltak.

## Népessége
A népesség számának alakulása:

## Főbb látnivalói
- a lagrastai hipogeumok, Canosa legjelentősebb régészeti emlékei, amelyek i. e. 6-1 századok során épültek. A temetkezési komplexum három részből áll: a Lagrasta I latin kereszt alaprajzú és kilenc kamrából áll; a Lagrasta II-t két hosszú kamra alkotja; a Lagrasta III egy lejtős dromoszból (sírokhoz vezető folyosó) illetve annak végében egy tágas sírkamrából áll.
- Minerva – Iliasz Athéné templomának romjai, amelyet a 6. században pusztítottak el.
- Traianus diadalíve, amely i. e. 109-ben épült a császár parancsára
- a Szent János és Szent Pál tiszteletére a 6. században épült katedrális. 800-ban itt helyezték el Szent Szabina ereklyéit.
- Hauteville Bohemund mauzóleuma, amely az iszlám egyik jellegzetes építménye Európában
- a 6. században épült keresztelőkápolna
- az Ofanto felett átívelő, az 1. században épült római híd.
- Terentius Varro római konzul diadalíve
- az Acropolis, a város erődítménye a normann vár romjaival, amely a Hohenstauffenek és Grimaldik uralkodása alatt épült
- a Casieri-torony
- az i. e. 4-3 században épült Kerberusz-hipogeum
- az i. e. 4 században épült Hoplita-hipogeum
- az i. e. 4 században épült Monterisi-Rossignoli-hipogeum
- a 2. századból származó Bagnoli mauzóleum
- az 1. században épült Jupiter Taurus-templom
- az i. e. 1 században épült Lomuscio thermák
- a Helytörténeti Múzeum, több, mint 2000 értékes régészeti lelettel
- nemesi paloták: Palazzo Sinesi, Palazzo Iliceto (babamúzeumnak ad otthont)

## Testvérvárosok
- Grójec, Lengyelország
- Grinzane Cavour, Olaszország
- Torremaggiore, Olaszország
- Montemilone, Olaszország
- Cerignola, Olaszország